# Monteiro's klauwier
De Monteiro's klauwier (Malaconotus monteiri) is een zangvogel uit de familie Malaconotidae (bosklauwieren). Deze vogel is genoemd naar de Brits-Portugese ingenieur en verzamelaar Joachim John Monteiro (1833-1878).

## Verspreiding en leefgebied
Deze soort komt voor in Kameroen en Angola en telt twee ondersoorten:
- M. m. perspicillatus: zuidwestelijk Kameroen.
- M. m. monteiri: noordwestelijk Angola.

## Status
De grootte van de populatie is in 2019 geschat op 1000-6700 volwassen vogels. Aangenomen wordt dat de populatie klein is en dat de aantallen afnemen door habitatverlies. Op de Rode lijst van de IUCN heeft deze soort daarom de status gevoelig.